# Ijuin Tadazane
Ijūin Tadazane (伊集院 忠真?; 1576 – 2 ottobre 1602) è stato un samurai giapponese del periodo Sengoku, servitore del clan Shimazu.Tadazane era il figlio maggiore di Ijuin Tadamune. Dopo che suo padre fu ucciso per azioni cospirative nel 1599, gli fu permesso di rimanere servitore di Shimazu a causa dell'intercessione di Tokugawa Ieyasu. Tuttavia, in una spedizione di caccia nel 1602 fu assassinato, apparentemente su ordine di Shimazu Tadatsune. Un certo numero di suoi stretti alleati furono successivamente messi a morte..